# Наколец
Наколец (мкд. Наколец) је насеље у Северној Македонији, у јужном делу државе. Наколец припада општини Ресан.

## Географија
Насеље Наколец је смештено у крајње јужном делу Северне Македоније, близу државне границе са Грчком (5 km јужно од села). Од најближег већег града, Битоља, насеље је удаљено 50 km југозападно, а од општинског средишта 27 јужно.
Наколец се налази у области Доње Преспе, области око северне обале Преспанског језера. Насеље је смештено н аисточној обали Преспанског језера, док се пар километара источно од насеља почиње издизати планина Баба. Надморска висина насеља је приближно 850 метара.
Клима у насељу је планинска због знатне надморске висине.

## Становништво
Наколец је према последњем попису из 2002. године имао 262 становника. 
Претежно становништво су Албанци (60%), а остало су етнички Македонци (31%) и Цигани (6%).
Већинска вероисповест је ислам, а мањинска православље.